# Багно звичайне
Багно́ звича́йне (Ledum palustre L.; або Rhododendron tomentosum) Місцеві назви — багон, багун, богульник тощо.
Кущик з роду багно родини вересових (90—125 см заввишки) з товстими бурими здерев'янілими коренями.

## Опис
Стебла прямостоячі, старі гілки з темно-сірою корою, молоді — вкриті короткими іржасто-бурими повстистими волосками і дрібними залозками. Листки (1,5—5 см завдовжки, 0,2—0,8 см завширшки) чергові, шкірясті, лінійні, з загорнутими краями на коротких черешках, зимуючі, зверху темно-зелені, блискучі, голі або з жовтуватими залозками, зісподу повстисті та дрібнозалозисті. Квітки на кінцях гілок у щиткоподібних китицях. Квітконіжки тонкі, вдвоє або втроє довші за квітки, іржаво-білоповстисті, залозисто-клейкі. Квітки правильні, з подвійною оцвітиною. Чашечка з п'яти коротких, іржастих, буро-пухнастих, війчастих чашолистків. Віночок з п'яти вільних білих або жовтувато-білих пелюсток (4-8 мм завдовжки, 2,5-4 мм завширшки). Тичинок десять, вони довші від пелюсток. Маточка одна, стовпчик один, зав'язь верхня. Плід — коробочка (4—8 мм завдовжки) довгаста, залозиста, поникла, розкривається п'ятьма стулками.

## Екологія
Росте багно у заболочених і сирих соснових, рідше мішаних лісах, на торф'яних болотах. Світлолюбна рослина. Цвіте у травні — червні.

## Поширення
Поширений на Поліссі, зрідка в Прикарпатті й Карпатах; відоме одне місцезнаходження на території Закарпатської області. Райони заготівель — Волинська, Житомирська та Рівненська області. Запаси сировини значні. Часто утворює суцільні зарості, але у зв'язку з осушенням боліт запаси щорічно зменшуються.

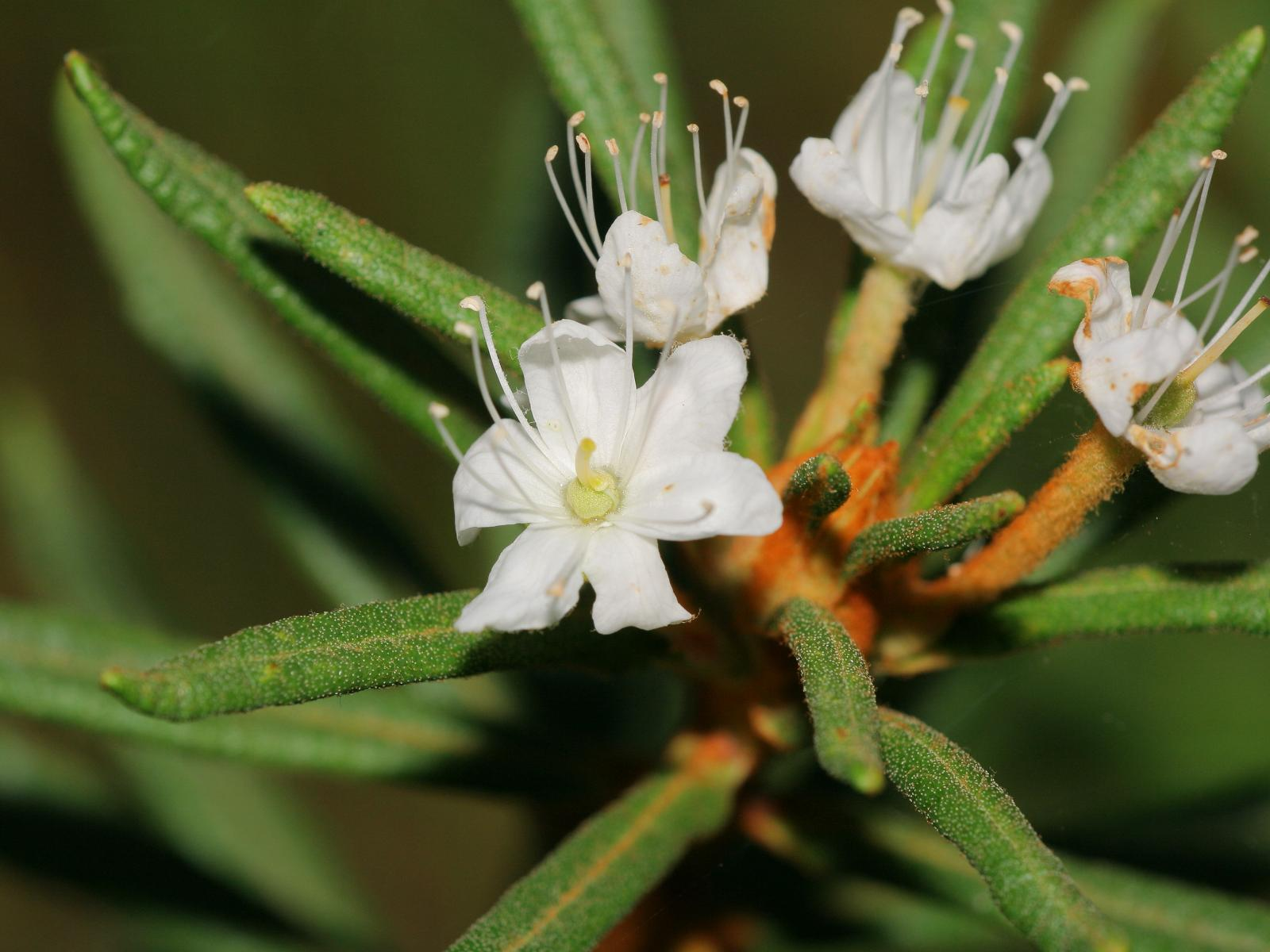
Квіти багна звичайного

## Практичне використання
Лікарська, ефіроолійна, інсектицидна і фітонцидна, отруйна танідоносна і медоносна рослина.
У науковій медицині використовують вкриті листям пагони з квітками — НегЬа Ledi, зрідка одні листки. Траву рекомендують як відхаркувальний засіб при бронхітах, астмі, як судиннорозширюючий засіб, а також як потогінний і сечогінний засіб, при ревматизмі, подагрі, діабеті, хронічних хворобах шкіри.
До складу листків і квіток багна входить ефірна олія (0,9—2 %), — складовими частинами якої є спирти ледол і палюстрол, глікозид арбутин, кверцитин, органічні кислоти, смолисті й дубильні речовини.
Шляхом перегонки з листків багна добувають ефірну олію, яка має сильну фітонцидну і бактерицидну дію. Лікувальні препарати з багнової олії згубно впливають на стрептококи і стафілококи, кишкову і туберкульозну палички. З олії готують мазі, які використовують для лікування ринітів і грипу, загоювання тяжких опіків. Спиртовий настій з листків ефективний при гіпертонії, посиленій частоті серцевих скорочень, при лікуванні рогівки очей.
У народній медицині листки багна використовують при лікуванні простуди, коклюшу, бронхіальної астми, стенокардії, туберкульозу легень, золотухи, ревматизму і подагри. У народі цю рослину вважають сечогінним, потогінним і тонізуючим засобом.
При лікуванні багном треба дотримуватись обережності, тому що це отруйна рослина. Непомірне вживання її може призвести до тяжких наслідків.
У гомеопатії багно використовують як протиспазматичний засіб при астматичній задусі і коклюші, від корости, ревматизму, при подагрі, кровотечах, ударах, для загоювання ран.
У ветеринарній практиці багном лікують тварин при кольках, здутті живота, кривавому проносі, додають у корм свиням при епідемічних захворюваннях.
Інсектицидні властивості багна давно відомі в народі, його застосовували для знищення і відлякування комах (клопів, молі, комарів). Негативно впливають водні відвари багна на плодову міль, капустяницю, личинок колорадського жука.
Наявність багна в підліску соснових лісів надає їм значної біологічної стійкості, деревостани рідко пошкоджуються шкідливими комахами. Перебування серед заростей багна під час його цвітіння викликає головний біль.
Є вказівки на отруйну дію багна, його олія згубно діє на центральну нервову систему тварин і в великих дозах викликає параліч. Пагони і листки багна містять таніди (10—22 %), придатні для дублення шкур. Квітки багна в значній кількості виділяють нектар і охоче відвідуються бджолами. Мед має легкі наркотичні властивості, перед вживанням його слід підігрівати.

## Збирання, переробка та зберігання
Пагони багна (до 10 см завдовжки) збирають під час цвітіння (травень — липень), зрізуючи їх ножами, секаторами або серпами. Для збереження заростей на одній і тій же площі зрізувати пагони можна не частіше як раз у два-три роки, залишаючи третину гілок незрізаними.
Сушать сировину на горищах або під наметами, розстилаючи тонким шаром на папері чи тканині; можна сушити в сушарках при температурі до 30°.
Пакують сировину в ящики з дощок або фанери у багатошарові паперові мішки вагою по 15, 20, 25 кг і зберігають у сухих, прохолодних приміщеннях.
Потребує бережливого використання та охорони.